# Pedro Trebbau
Karl Peter Trebbau Millowitsch, más conocido como Pedro Trebbau (Colonia, Alemania, 20 de mayo de 1929 - 16 de enero de 2021), fue un zoólogo venezolano de origen alemán. Su trayectoria se caracterizó por la divulgación y preservación de la flora y fauna venezolana, así como por la creación de parques zoológicos en el país.

## Biografía
Nacido en Colonia, procede de una familia dedicada, desde finales del siglo XVIII, a las artes escénicas. El propio Trebbau, durante su niñez y adolescencia, llegó a actuar en un frente de guerra ante las tropas alemanas. Desde su juventud había decidido dedicar su vida al estudio de la naturaleza. En ese país obtiene el grado de Bachiller en Ciencias Naturales y los títulos de Biología en las universidades de Frankfurt y Freiburg, así como de Medicina Veterinaria en la Universidad de Giessen.
Llegó a Venezuela en 1953 con el objetivo de ver clases en la Facultad de Medicina Veterinaria de la Universidad Central de Venezuela (UCV), con sede en Maracay, cercana a la Estación Biológica de Rancho Grande, creada por otro alemán, Ernst Schäfer, en el parque nacional Henri Pittier. La misma se había convertido en referente para las investigaciones científicas en la época.
Trebbau había recibido lecciones de español en la Universidad de Barcelona, en España. 

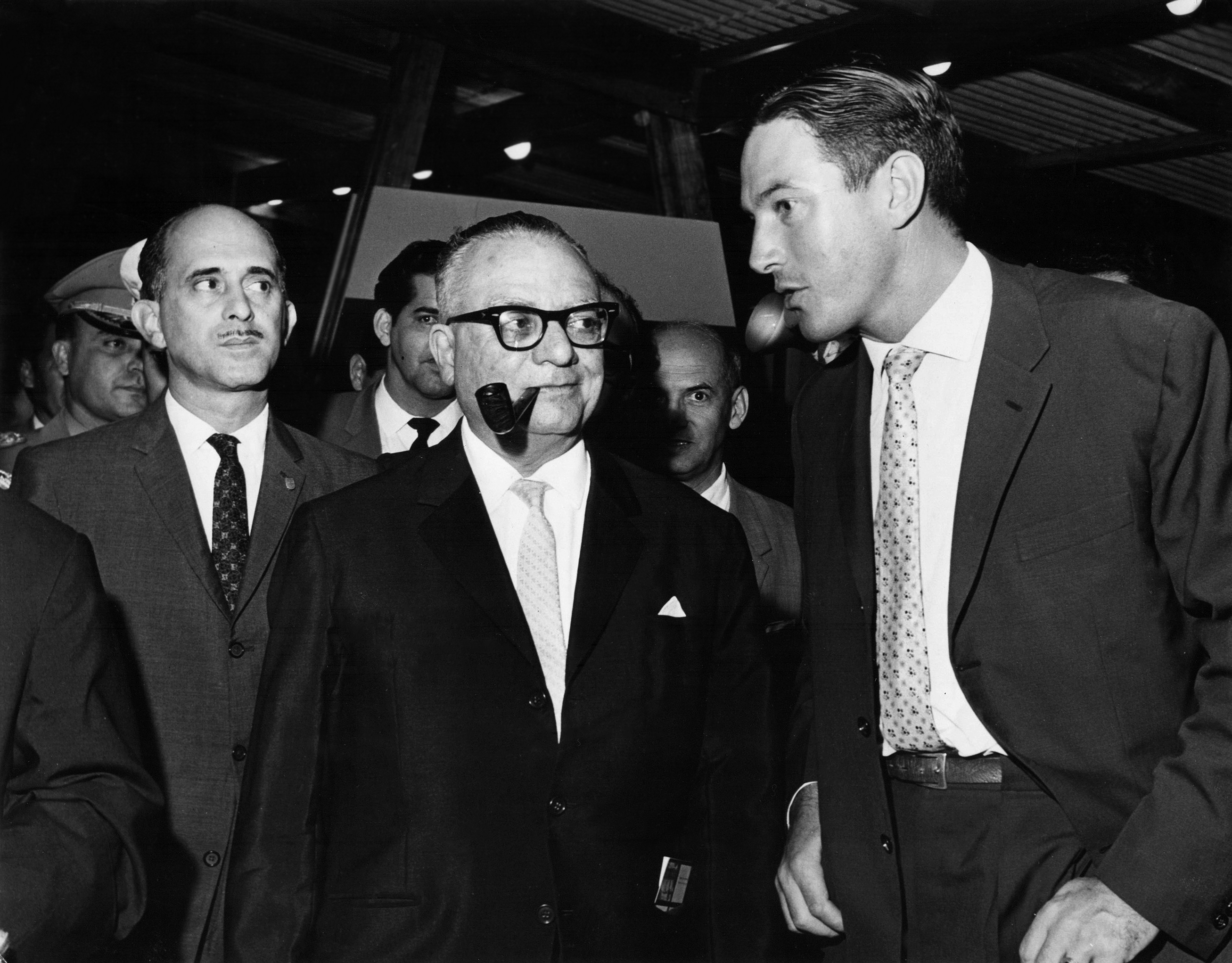
Trebbau y el entonces presidente de Venezuela, Rómulo Betancourt.

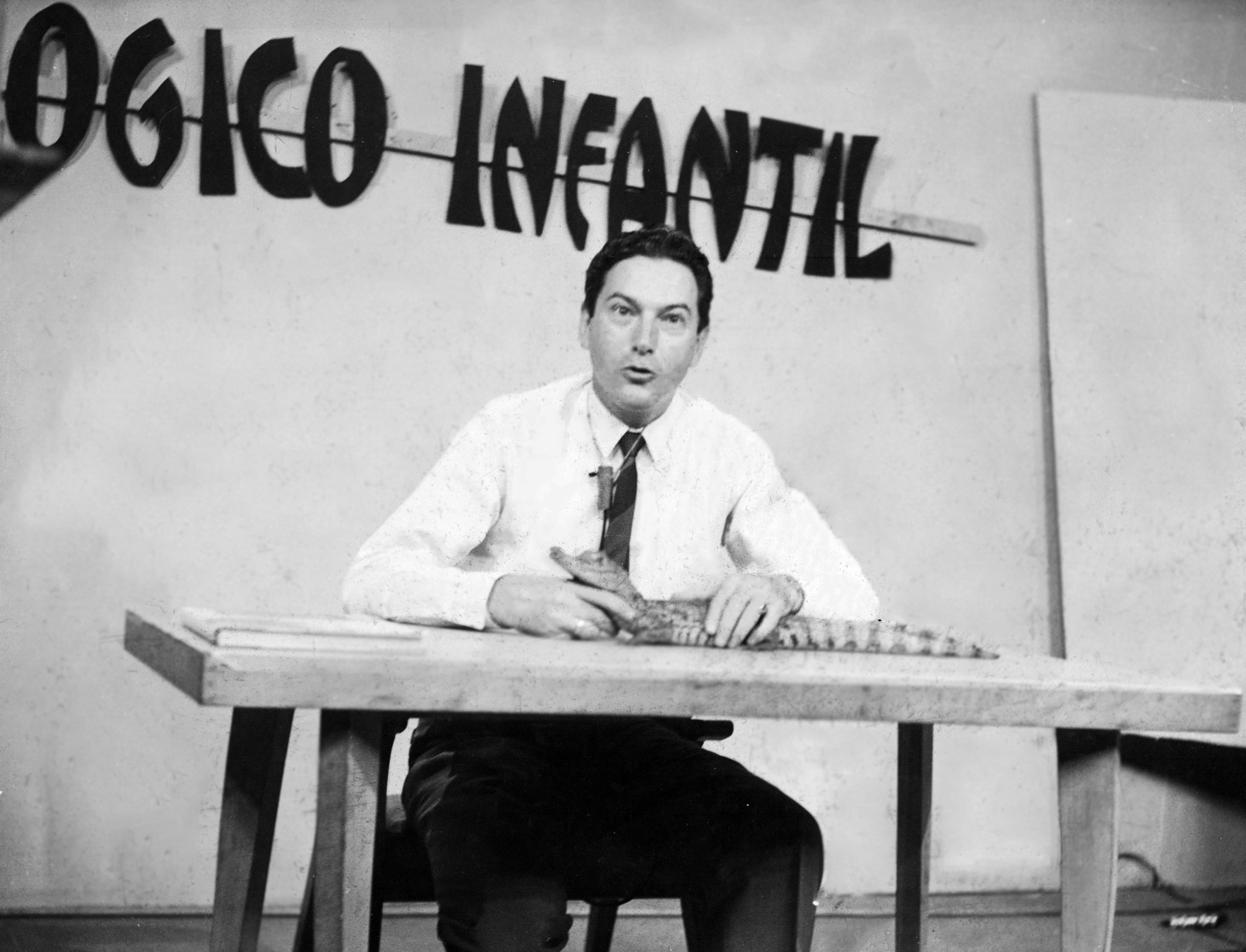
Durante su programa de televisión Zoológico Infantil.

Poco antes de graduarse, regresa a su ciudad natal para informar a su familia sobre su permanencia en Venezuela. En 1957 se nacionaliza y, al año siguiente, empieza a laborar como director técnico del Parque Zoológico El Pinar, en Caracas, cargo en el que estará hasta 1974. Durante este periodo, en 1968, es parte de la «Operación Rescate», expedición que viaja hasta Guayana y que se propone salvar la mayor cantidad de animales posibles, los cuales morirían sumergidos por la construcción del embalse para la Represa de Guri. Se lograron rescatar 10.000 animales de 53 especies diferentes.
Entre 1965 y 1970 también se dedica a la docencia universitaria, en el Instituto de Zoología Tropical de la UCV. 
A partir de 1974 se entregó a la tarea de la creación del Zoológico de Caricuao, el cual será inaugurado en 1977. Trebbau estará en la dirección de este parque hasta 1979, año en el que decide renunciar. Después trabajará como coordinador de zoológicos del Instituto Nacional de Parques (Inparques) y en el Ministerio del Ambiente, en carácter de Comisionado Especial. De 1980 a 1983 fue presidente de la Asociación Cultural Humboldt.
En 1989 formó parte del equipo asesor para la elaboración de una nueva Ley de Fauna Silvestre. Desde 1991 es presidente honorario de la Fundación Nacional de Parques Zoológicos y Acuarios.
Otra de las facetas de Trebbau ha sido la investigación académica y la divulgación científica. Destacan sus labores de rescate y estudio de las tortugas y las toninas. Venezuela y sus tortugas (1984), libro en coautoría con Peter Pritchard, se ha convertido en una obra de referencia sobre este tema. Por varios años Trebbau fue creador y productor de programas de televisión sobre fauna y ecología. Entre estos destacan Zoológico Infantil, La Fauna y Campamento en la selva, los cuales fueron transmitidos en la antigua Televisora Nacional-Canal 5, además de los micros que hiciera para Venezolana de Televisión.
En 2019 se comenzó a publicar la Colección La Fauna, la cual consiste en diferentes volúmenes sobre la fauna venezolana, basados en la obra divulgativa de Trebbau.
Pedro Trebbau está casado, desde 1964, con Helena López Fraino, bisnieta del general y expresidente Hermógenes López. Juntos han formado una familia con siete hijos.

## Obra publicada
- Roze, J.A.; P. Trebbau (1958) Un nuevo género de corales venenosas. (Leptomicrurus) para Venezuela. Acta Científica Venezolana No. 9
- Trebbau, P. (1971) A note on a fostered common opossum. Didelphis marsupialis. International Zoo Year Book. Vol. 11
- Trebbau, P. (1972) Notes on the Brazilian Giant Otter. Pteronura brasiliensis in captivity. Zoologischer Garten N:F: Leipzig 41
- Trebbau,P. (1979) Some observation on the Capybara (Hydrochoerus hydrochoaeris). Zoologischer Garten N.F.Jena 49
- Trebbau P. (1975) Measurementts and some observations on the Freshwater-Dolphin (Inia gooffrensis) in Venezuela Zool. Garten 45 : 153 – 67
- Trebbau, P.; P.J.H. Van Bree (1974) Notes concerning the freshwater Dolphin (Inia geoffrensis, Blainville 1917) in Venezuela.
- Trebbau, P.; P.J.H. Van Bree (1974) Algunas anomalías del esqueleto de la Tonina de agua dulce. Inia geoffrensis, Blainville 1817. Boletín de la Academia De Ciencias Físicas, Matemáticas y Naturales. Tomo 33, No. 100
- Trebbau, P. (1977) Parques Zoológicos. Cuadernos Lagoven. No. 6
- Trebbau P. (1978) Observation on the mating behavior of the Brazilian Gian Otter. Ptenonura brasiliensis. Der Zoologische Garten. Vol. 2/3.
- Prichard, P.; P. Trebbau (1984) The Turtles of Venezuela. Society for the Study of Amphibians and Reptiles. 403 pp.
- Trebbau, P.; M. Díaz; E. Mujica (1994) The potential for captive breeding programs in Venezuela-efforts between Zoos, government and NGO. En: Creative Conservation-Interactive Management of wild and captive Animals. Chapman and Hall. Londres.
- Pauler, I. ; P. Trebbau (1995) Erstnachweis von Podocnemis lewyana Dumeril, 1852 (Testudines) in Venezuela. Salamandra 31.3.
- P. Trebbau, E. Mondolfi (2001) Jaguar. Encyclopedia of the World´s Zoos. Fitzroy Dearborn Publishers, Chicago, Londres.
- P. Trebbau, Israel Cañizales (2001) Fundación Nacional de Parques Zoologicos y Acuarios. Encyclopedia of the World´s Zoos. Fitzroy Dearborn Publishers, Chicago, Londres.
- P. Trebbau (2001) Parque Zoologico Caricuao. Encyclopedia of the World´s Zoos. Fitzroy Dearborn Publishers, Chicago, Londres.